# Диренийэрбий
Диренийэрбий — бинарное неорганическое соединение
рения и эрбия
с формулой ErRe2,
кристаллы.

## Получение
- Сплавление стехиометрических количеств чистых веществ в инертной атмосфере:

{\displaystyle {\mathsf {2Re+Er\ {\xrightarrow {2500^{o}C}}\ ErRe_{2}}}}

## Физические свойства
Диренийэрбий образует кристаллы
гексагональной сингонии,
пространственная группа P 63/mmc,
параметры ячейки a = 0,5363 нм, c = 0,8758 нм, Z = 4,
структура типа дицинкмагния MgZn2 (фаза Лавеса)
.
Соединение образуется по перитектической реакции при температуре 2500°C .